# Burgundenkrieg
Der Burgundenkrieg von 523 bis 524 war eine militärische Auseinandersetzung zwischen den Franken auf der einen und den Burgunden auf der anderen Seite. Seine Ursachen lagen einerseits im fränkischen Expansionsstreben, andererseits in innerfamiliären Streitigkeiten im burgundischen Königshaus.
Chrodechild (um 474–544), die aus dem Burgundenreich stammte, war die zweite Ehefrau des Frankenkönigs Chlodwig I. und Mutter seiner Nachfolger Chlodomer, Childebert I. und Chlothar I. Sie hatte als junge unverheiratete Frau miterleben müssen, wie ihr Vater, der Burgundenkönig Chilperich II., von seinem Bruder Gundobad in einem Bruderkrieg um die Herrschaft in Burgund getötet wurde.
Im Jahr 523, als Gundobads Sohn Sigismund seinen Sohn Sigerich als Aufrührer töten ließ und die Allianz zwischen den Burgunden und den Ostgoten dadurch in eine Krise geriet, sah Chrodechild die Zeit gekommen, Rache zu üben, so wie ihre Söhne eine günstige Gelegenheit sahen, ihren Machtbereich zu erweitern.
Die drei jüngeren Söhne Chlodwigs – ihr älterer Halbbruder Theuderich I. hielt sich fern, wohl weil er mit einer Tochter Sigismunds verheiratet war – marschierten in das Königreich Burgund ein, schlugen den König und bemächtigten sich seines Herrschaftsgebiets. Mit dem gefangenen König und seiner Familie kehrten die Brüder ins Frankenreich zurück und ließen eine Garnison vor Ort.
Sigismunds Bruder Godomar II. kehrte an der Spitze eines Heeres, das sein Verbündeter und Verwandter, der Ostgotenkönig Theoderich der Große geschickt hatte, nach Burgund zurück, wo es ihm gelang, die fränkische Garnison zu vernichten.
Chlodomer, der in seine Residenz Orléans zurückgekehrt war, ließ daraufhin Sigismund und dessen zwei Söhne Gisald und Gondebaud am 1. Mai 524 töten. Anschließend brach er zu einem zweiten Feldzug gegen die Burgunden und ihre Verbündeten auf. Die Invasoren wurden von Godomar in der Schlacht bei Vézeronce am 25. Juni des gleichen Jahres geschlagen, in der Chlodomer ums Leben kam. Die Franken zogen sich danach aus Burgund zurück und gaben den Kampf vorläufig auf.
Später
Nach Theoderichs Tod 526 verloren die Burgunden 532 die Schlacht von Autun gegen die Franken und mussten ihre politische Selbstständigkeit aufgeben.
Quellen
- Gregor von Tours: Historia Francorum. Buch III, Abschnitte VI und XI. Übersetzung ins Französische: Robert Latouche: Les classiques de l’histoire de France au Moyen Âge, Band 27, S. 146–147 und 152.